# PSO-1光學瞄準鏡

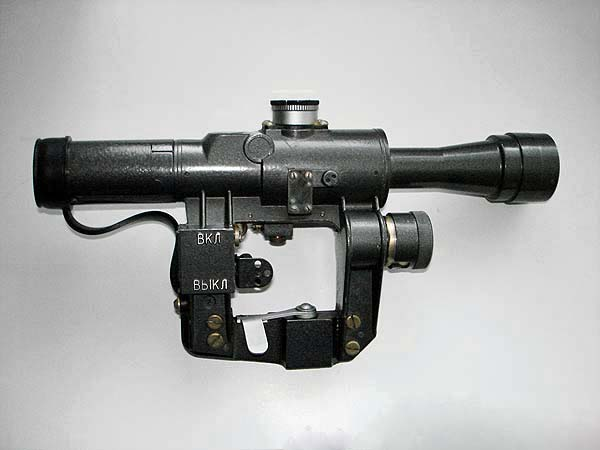
目前的俄罗斯PSO-1M2軍用型4×24毫米瞄準具。

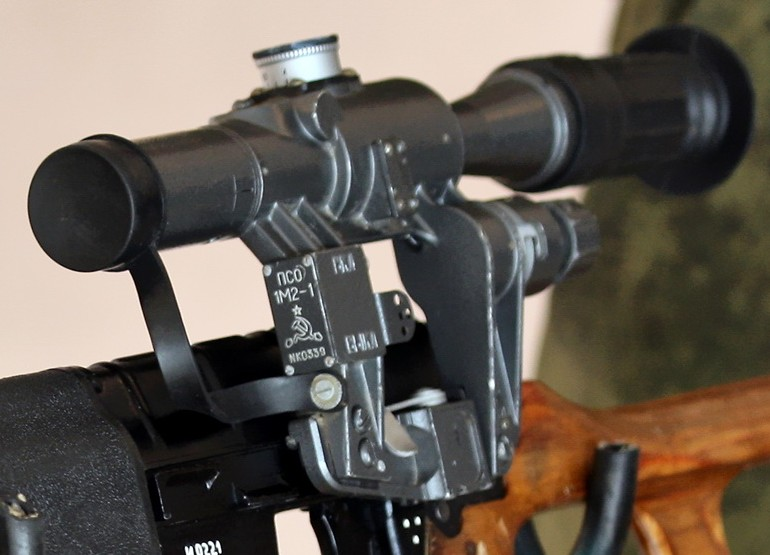
PSO-1M2-1正視圖。

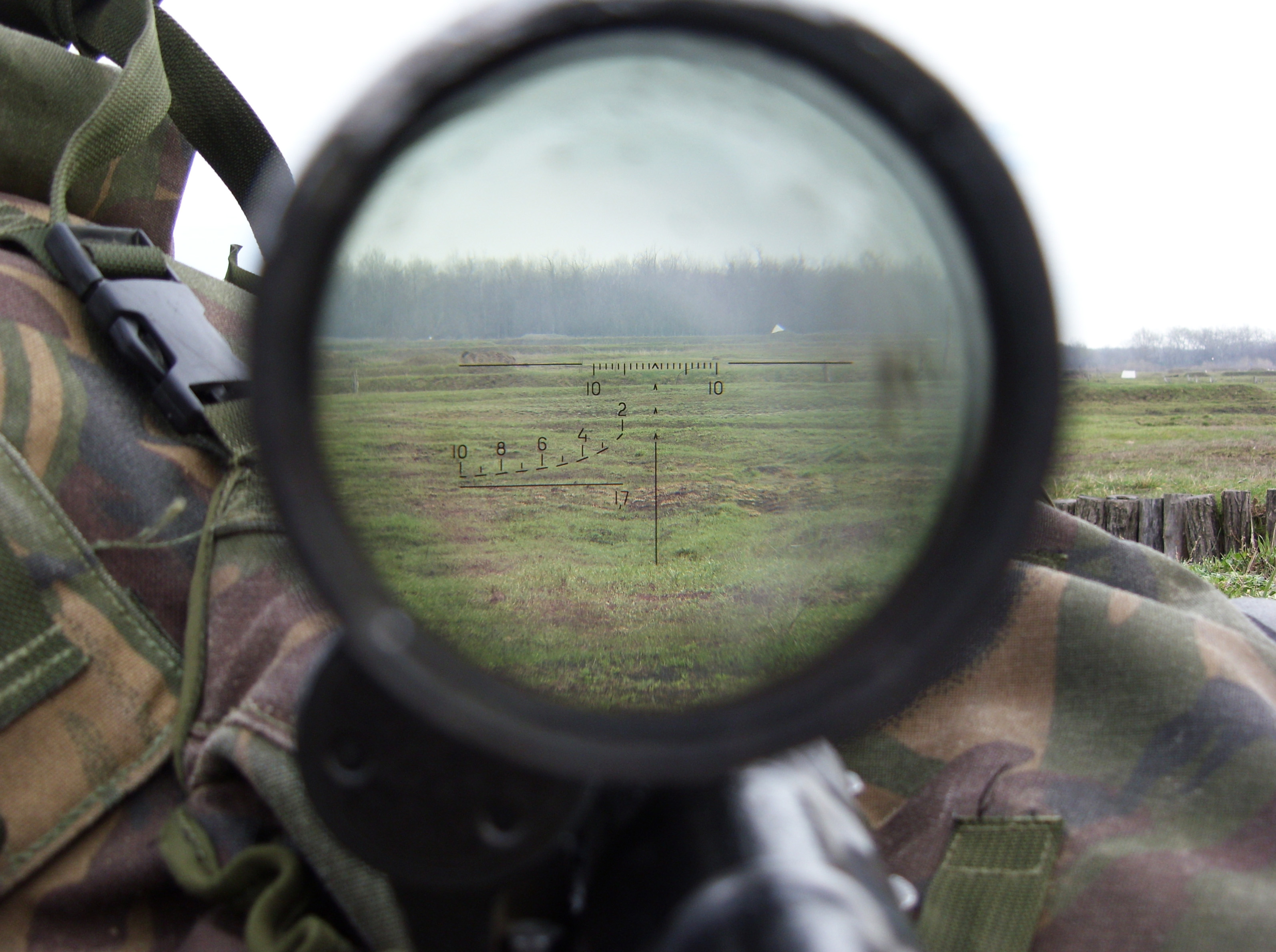
通過裝上於SVD狙擊步槍的PSO-1瞄準鏡對著遠方的眺望。

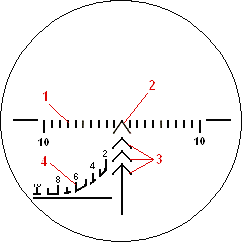
瞄准镜的內部標線要素：
1：橫向調整的水平密位刻度
2：主要射擊用瞄准点，最大可達1,000公尺
3：輔助用途的人字形瞄准点
4：快速距離換算表

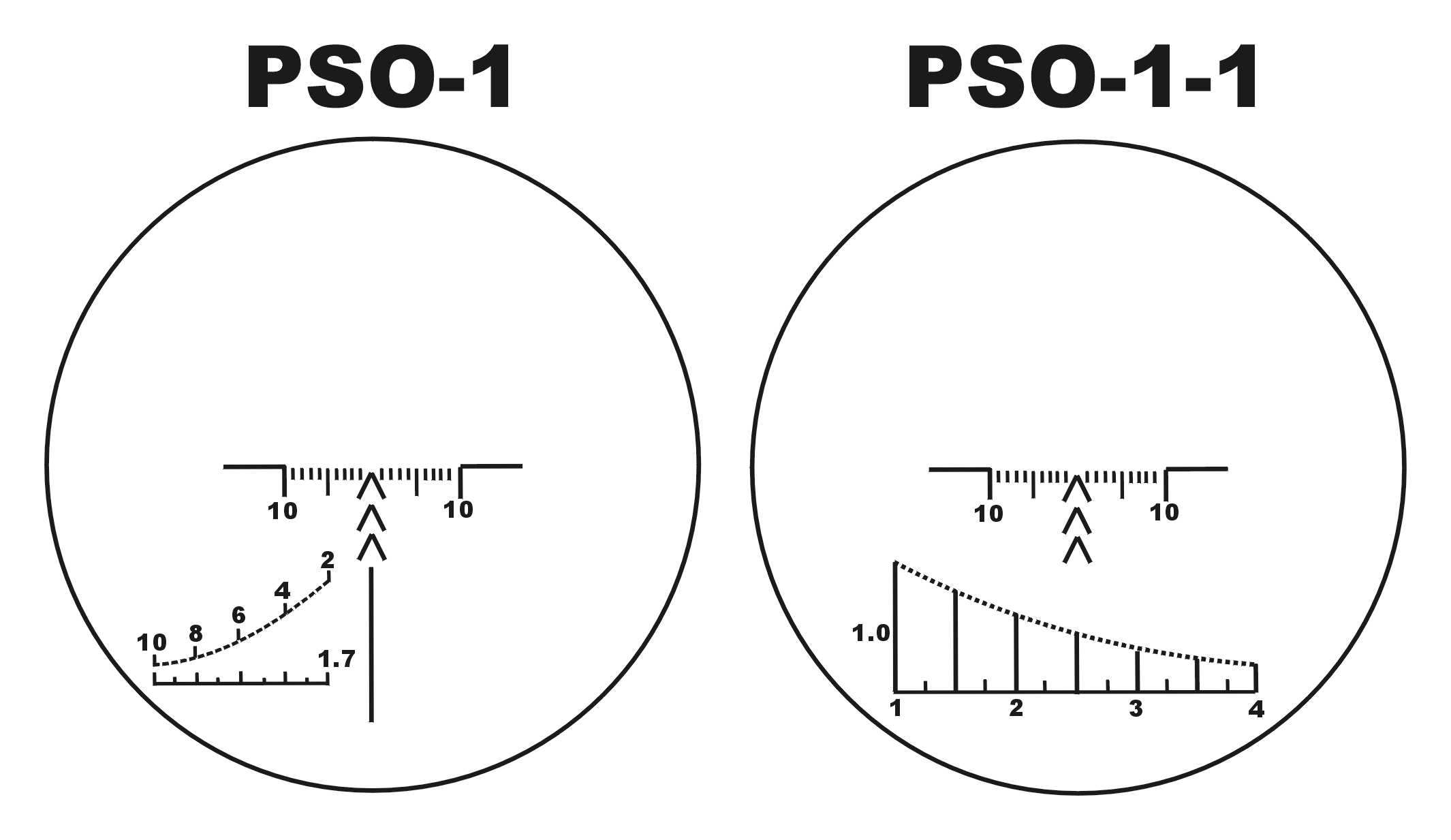
PSO-1和PSO-1-1的內部標線的分別。

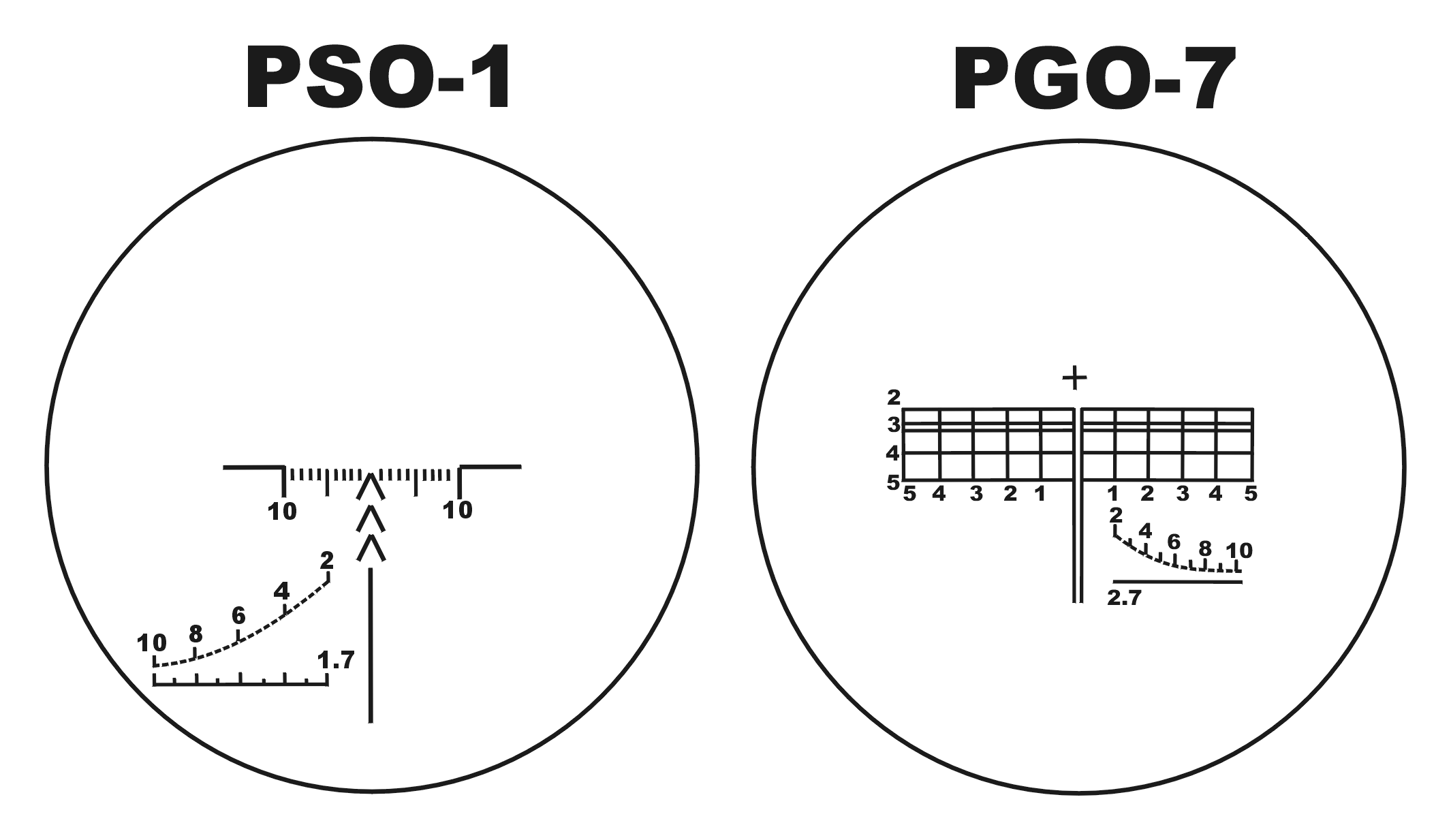
PSO-1和PGO-7的內部標線的分別。

苏联PSO-1瞄准镜（PSO，意為：狙擊手用光學瞄準具）是一種在大約1963年開始生產，使用當時是苏联最先進的光學技術設計而成的快拆式（英文：Quick-detachable）望遠鏡，大規模生產給苏联製突击步枪、精確射手步槍（英語：Designated marksman rifle，簡稱：DMR）或狙擊步槍使用。目前的PSO-1瞄準鏡是由俄罗斯的新西伯利亚儀器製造工廠（NPZ國家光學機器設備廠，英文：NPZ Optics State Plant）製造，並且運送到俄羅斯軍隊，給SVD系列狙擊步槍使用。其設計特點是瞄准镜的內部標線，令一名狙擊手迅速確定距離，並且在校正的過程中的不需要轉動手輪。瞄准镜的內部充滿氮氣，並且完全密封，以防止霧化等的情況導致光學裝置的失效。它備有一個瞄准镜袋子連協助攜帶的皮帶、瞄准镜套、物鏡罩、遮陽板、電源適配器、備用燈泡和電源。其使用的溫度範圍為±50℃。

## 設計細節
PSO-1是一種特別為作為軍隊的特等射手用途而生產的光學瞄準鏡。目前最新版本的PSO-1是PSO-1M2，這種瞄准镜不同於過去的PSO-1光學瞄准镜，因為過去的版本被認定為過時的原因是缺少了現代戰爭常用的红外线探測器。PSO-1M2採用了被動式红外线探測器，可以輔助在黑暗中光源不足的問題以便於進行狙擊。
PSO-1光學瞄准镜的金属主體是镁合金。PSO-1「理論上」還裝有一個以電池供電，裝有一個發出紅色光源的二極管燈泡照明的標線，以便在黑暗或光照不足等低光度環境時提供對瞄準線的照明。事實上，並不是每一具PSO-1瞄準鏡都一定具有這個功能，目前在市場上有很多外型與PSO-1瞄準鏡相似的瞄準鏡，以低價位的方式混淆消費者，但是不具備這個內部照明功能甚至其紅外線偵測器。例如羅馬尼亞製造的PSO-1瞄準鏡多半只有一個迷你放射性氚瓶作為照明光源。
它具有達到相當專業領域的設計，由完全多層式鍍膜光學組件製成，另外以焗製的陶瓷完全包覆以防止使用者被刮傷，和一個可快速裝拆式設計的物鏡罩與遮陽板以減少陽光反射而增加曝露的機會。由於考慮到軍事方面的裝拆瞄準鏡比較高端，因此PSO-1的质量高於大多數其他的PSO式光學瞄准镜。另外，QBZ-95和QBZ-95-1槍族所使用的白光瞄準鏡也參考了PSO-1的一部份設計。
PSO-1的缺點是既沒有焦點調節功能，也沒有視差補償控制功能。而大多數現代軍用型低倍率戰術瞄準鏡，例如固定倍率的ACOG、C79或SUSAT（用於中近距離快速射擊，而不是中遠程狙擊）都缺乏這種功能。現代用於遠距離射擊的固定倍率軍用型高端狙擊瞄準鏡通常會有其中一個功能或是兩個功能都有。另外，由於PSO-1是利用瞄準鏡身身左側安裝裝在華約以下的武器瞄準鏡導軌以上，也就是槍身（尤其是槍膛）的中心線左邊，會導致重心歪向左邊，這在所有射手使用起來也不舒服。

### 高度射擊彈道補助系統
PSO-1瞄準鏡上還具有彈墜補助（英語：Bullet Drop Compensation，簡稱：BDC）的設計，亦即以線性預估彈著點，同時將瞄準線提高。例如把50公尺（54.68码，164.04英尺）或100公尺（109.36码，328.08英尺）的增加點和面目標的範圍，由100公尺（109.36码，328.08英尺）到1,000公尺（1,093.61碼，3,280.84英尺，0.62英里）範圍。因此彈道的遠交點就不會提前發生，從而減少了在戰場上「善意的提醒」機會，增加「致命的一擊」機會。BDC功能亦可以按照特定的步槍和該子弹在預定的空氣密度來進行其彈道的調整。但不可避免的BDC都會發生因其而引起的錯誤，例如环境和氣象情況，偏離的情況亦要在BDC上進行校準。當然，射手可以透過訓練來減少這些錯誤發生。
BDC除了可以上調整高處或垂直以控制掩膜的偏差或橫向調整控制光源，也容易按照使用者而調撥而且無需拆卸塔帽等零件。

### 標線
PSO-1瞄準鏡的標線的設計相比起其他瞄準鏡而言是不尋常的。PSO-1並非採用傳統十字交會準星標線（即是要目標和十字交會準星的標線相交），而是採用多重「∧」（人字形）的瞄准点。对于苏／俄狙击手专用的7.62×54毫米俄羅斯口徑7N1子弹，0—1,000公尺内的修正可以通过调整弹道手轮至相应刻度，分化内部最上端较大之「∧」即对应弹着点。
PSO-1瞄準鏡內部有一個快速距離換算表，其左下角有一自左下往右上之弧線以及基準水平線，弧線左下角上方有一數字“10”（1,000公尺，這已經是BDC在槍管高度設定上的最大範圍），弧線右上角有一數字“2”（200公尺，218.72码），自左下至右上數字為10、8、6、4、2。
当弹道手轮调至最上端「∧」对应1,000公尺（1,093.61碼，3,280.84英尺，0.62英里）处目标时（最大的BDC距離是由海拔圓柱調整。注意：不是不可能，只是要擊中需要運氣），下面三个「∧」相应代表1,100公尺（1,202.97码，3,608.92英尺，0.68英里）、1,200公尺（1,312.34码，3,937.01英尺，0.75英里）和1,300公尺（1,421.7码，4,265.09英尺，0.81英里）处弹着。
中央式平分的水平密位刻度，每小格对应100米处10厘米（一个密位角），除了可以利用密位計算用以彌補風或移動目標的偏修正量，也可以用於其他運動度量測距目標。因為它們的間距為1 毫弧度的間隔，這意味著如果一個對象是5公尺（5.47码）寬，將出現10個寬500公尺（546.81码，1,640.42英尺）的散列。
若將假定身高1.7公尺（170厘米，5尺7寸）的立姿目標足部下緣切齊於基準水平線上，而其頭部頂端吻合弧線下緣，則對照弧線數字，若為4，意味目標距離射手400公尺遠，其餘依此類推。
標線可以通過一個由小型電池供電的燈所照亮。

## 安裝系統
合適的瞄準具可以利用連接口安裝在可調整、拉緊的步槍的左側瞄準鏡導軌。由於設計問題，大部份俄羅斯槍械須在機匣左則加裝瞄準鏡導軌以安裝各種瞄準裝置。有兩顆基座的螺母和螺絲擰入鎖桿的底部。按照已裝上彈簧的鉗部分的深度，需要收緊或放鬆的基座螺母。
該瞄準具在出廠時和相配的SVD步槍槍身所雕刻的序列號以及SVD步槍的槍托的序列號是一致的。俄羅斯有一種基於軍用型SVD步槍而成的商業版版本：德拉古諾夫虎式獵槍（俄語：Тигр，意為：老虎）仍然有槍身所雕刻的序列號，亦且可以在左側瞄準鏡導軌安裝PSO-1式瞄準鏡。

### 配件
PSO-1可以在鏡片前方裝在一個物鏡罩，並且可裝在遮陽板上，以減少或消除影像質素減弱所造成的影響；PSO-1亦具有其攜行袋，以保護瞄準鏡在運輸和貯藏時不會損壞。

## 衍生型
到目前為止，有下列的PSO-1的衍生型：
- PSO-1M：PSO-1的現代化版本。
- PSO-1-1（俄罗斯国防部火箭炮兵装备总局代號：1P43）：適合在9×39毫米苏联口徑槍械使用的PSO-1瞄準鏡。標線（英语：Reticle）經過修改以適應彈頭沉重和槍口初速較慢的9×39毫米子彈。由於9×39毫米子彈的最大射程為400公尺（437.45码，1,312.34英尺），瞄準鏡內部的各個部件也修改成400公尺。
- PSO-1M2：PSO-1的最新版本，目前由俄羅斯全國裝備公司的“新西伯利亚儀器製造工廠”（NPZ國家光學機器設備廠）製造。採用發出紅色光源的現代化二極管燈泡照明和標線，而且使用固位網穩固。瞄準鏡主體是由镁合金製成，以減少重量。而漆成黑色是為了減少被發現的機會。
- PSO-1M2-1：使用1顆AA電池供電，電池安裝的位置相應加大。
- PSO-1M2-01：適合在9×39毫米苏联口徑槍械使用的PSO-1M2瞄準鏡。
- PSO-1M2-02：12.7×108毫米俄罗斯口徑（.50俄羅斯）狙击步枪（反器材步槍）所使用，例如OSV-96，瞄準距離從100—2,000公尺（109.36—2,187.23码，328.08—6,561.68英尺）不等。

## 光學規格和尺寸
- 放大倍率：4倍
- 視角：6 °
- 出瞳距离：80毫米（3.15英寸）
- 出瞳直径：6毫米（0.24英吋）
- 最大光學分辨精確度（MOA）：12角分
- 光亮照明的電源供應：1顆三號電池（AA）
- 電源電壓：1.5V
- 重量：0.58千克（1.28磅）
- 外形尺寸（長×寬×高）：375×70×132毫米（14.76×2.76×5.2英吋）
- 溫度範圍：-50℃至+50℃

## 使用國及相似的瞄準鏡
- 苏联／ 俄羅斯：PSO-1系列瞄準鏡：PSO 4×24M、PSO 6×24M、PSO 6×42、PSO 8×42、PSO 8×42D、PSO 4—8×42D、1P21（PO 3—9×42M）[6]
- 羅馬尼亞：LPS 4×6 °TIP2瞄準鏡，多半只有一個迷你放射性氚瓶作為照明光源，由IOR製造
- 中华人民共和国：JJJ式瞄準鏡
- 白俄羅斯：PSOP瞄準鏡
- 塞爾維亞：ZRAK M-76 4×5 ° 10’、ZRAK ON-M76瞄準鏡
- 东德：PSO瞄準具
- ：78式瞄準鏡

## 可裝上對象
必須先在該槍械的左側裝上瞄準鏡導軌
- PP-19“Bizon”／PP-19-01“Vityaz”
- Saiga／Saiga-12/Saiga-20/Saiga-410
- AK-47／AKS-47／AKM／AKMS／AKMSU／RPK
- AK-74／AKS-74／AKS-74U／AK-74M／RPK-74
- AK-101／AK-102／AK-103／AK-104／AK-105／AK-9
- AK-107/AK-108/AK-109
- AN-94“Abakan”
- AEK-971/AEK-972/AEK-973
- Vepr
- AS“Val”／VSS“Vintorez”／SR-3/SR-3M/SR-3MP“Vikhr”
- 9A-91／VSK-94
- OTs-12“Tiss”
- OTs-14“Groza”
- ASM-DT
- SV/SVDS／SVDK／SVU/SVU-A/SVU-AS
- V-94/OSV-96
- SVN-98/KSVK 12.7毫米
- RPK-201／RPK-203
- PK/PKM／Pecheneg／AEK-999“Barsuk”
- Kord 12.7

## 圖集

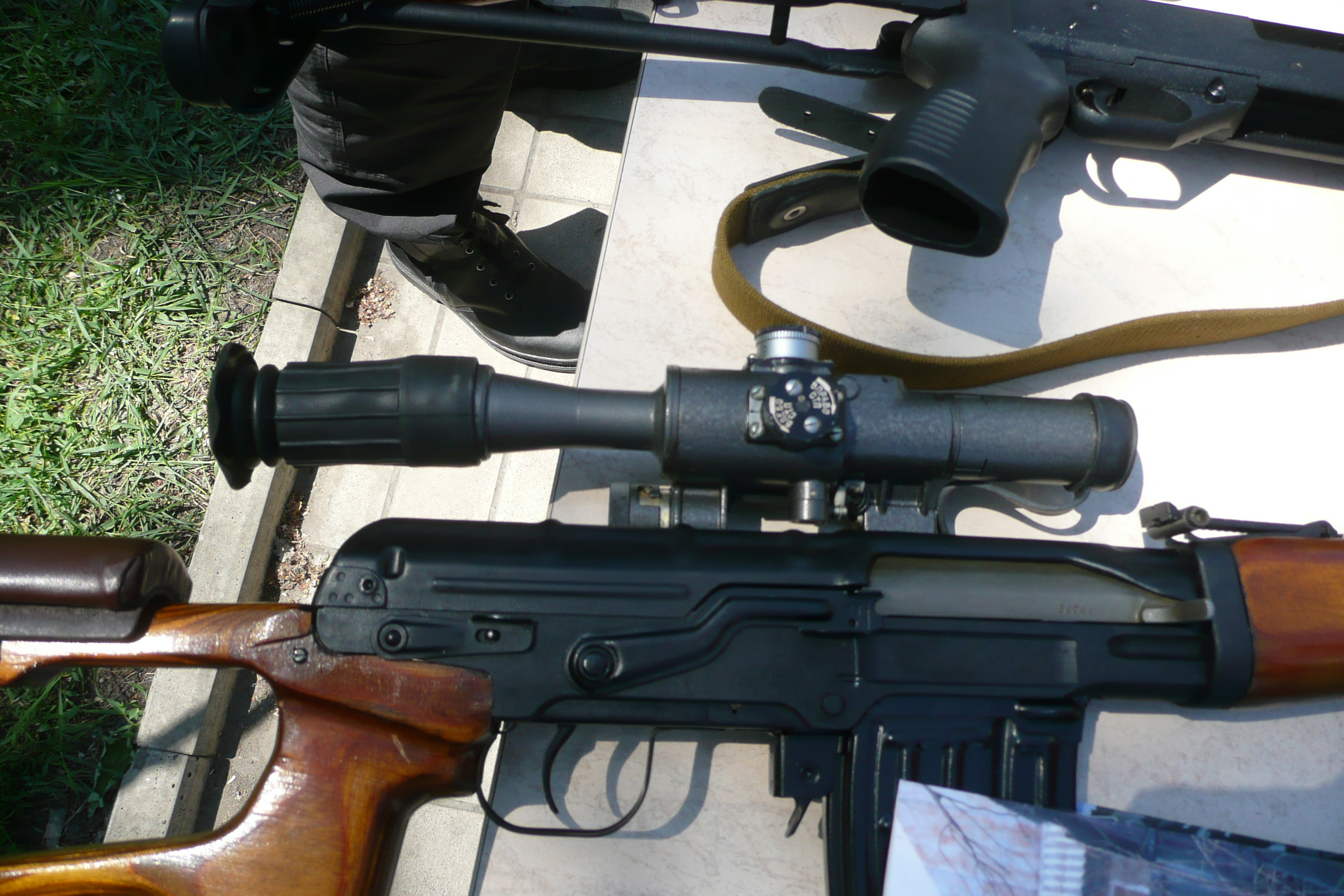
裝上PSO-1瞄准镜的SVD
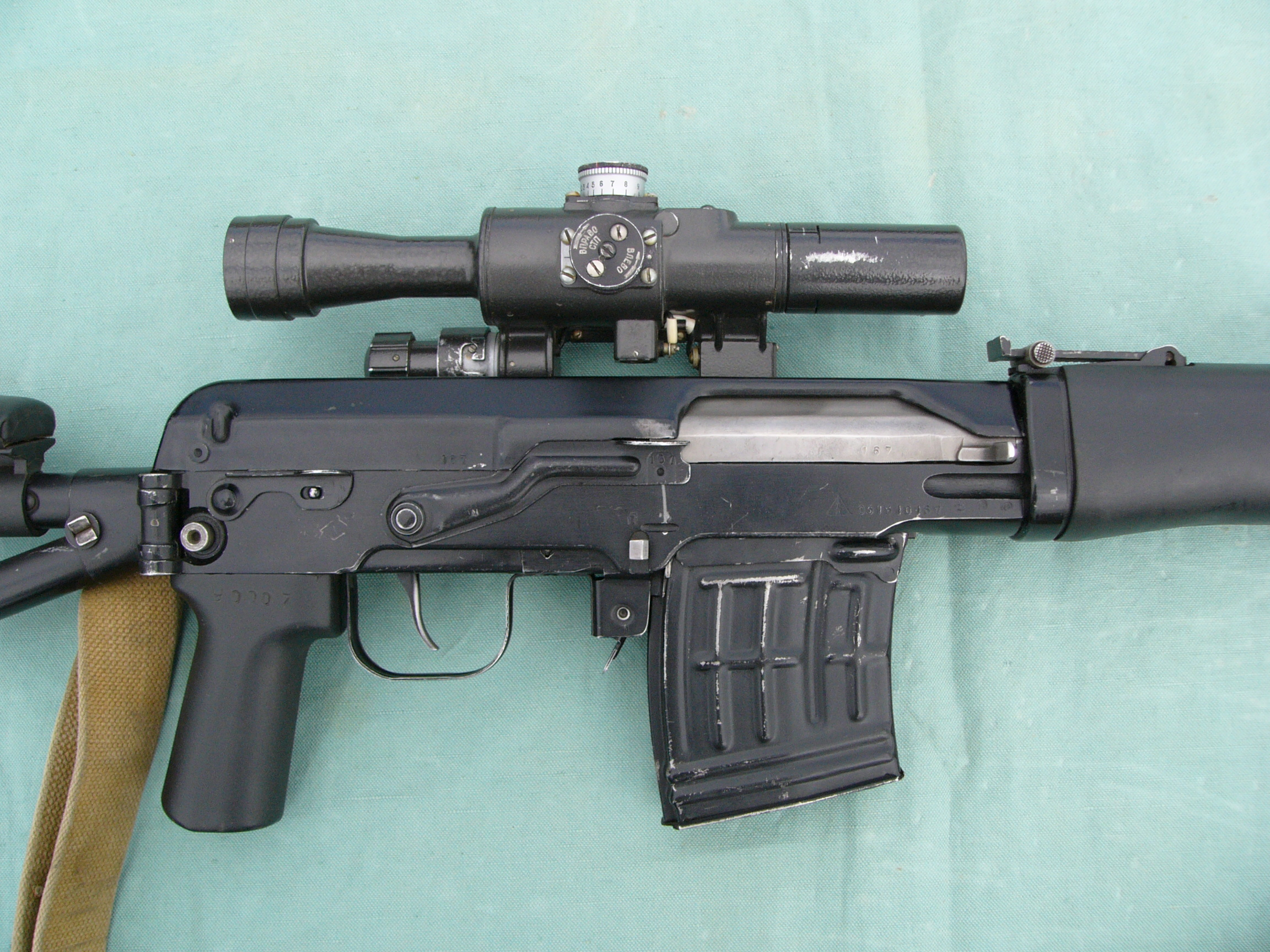
裝上PSO-1瞄准镜的SVDS
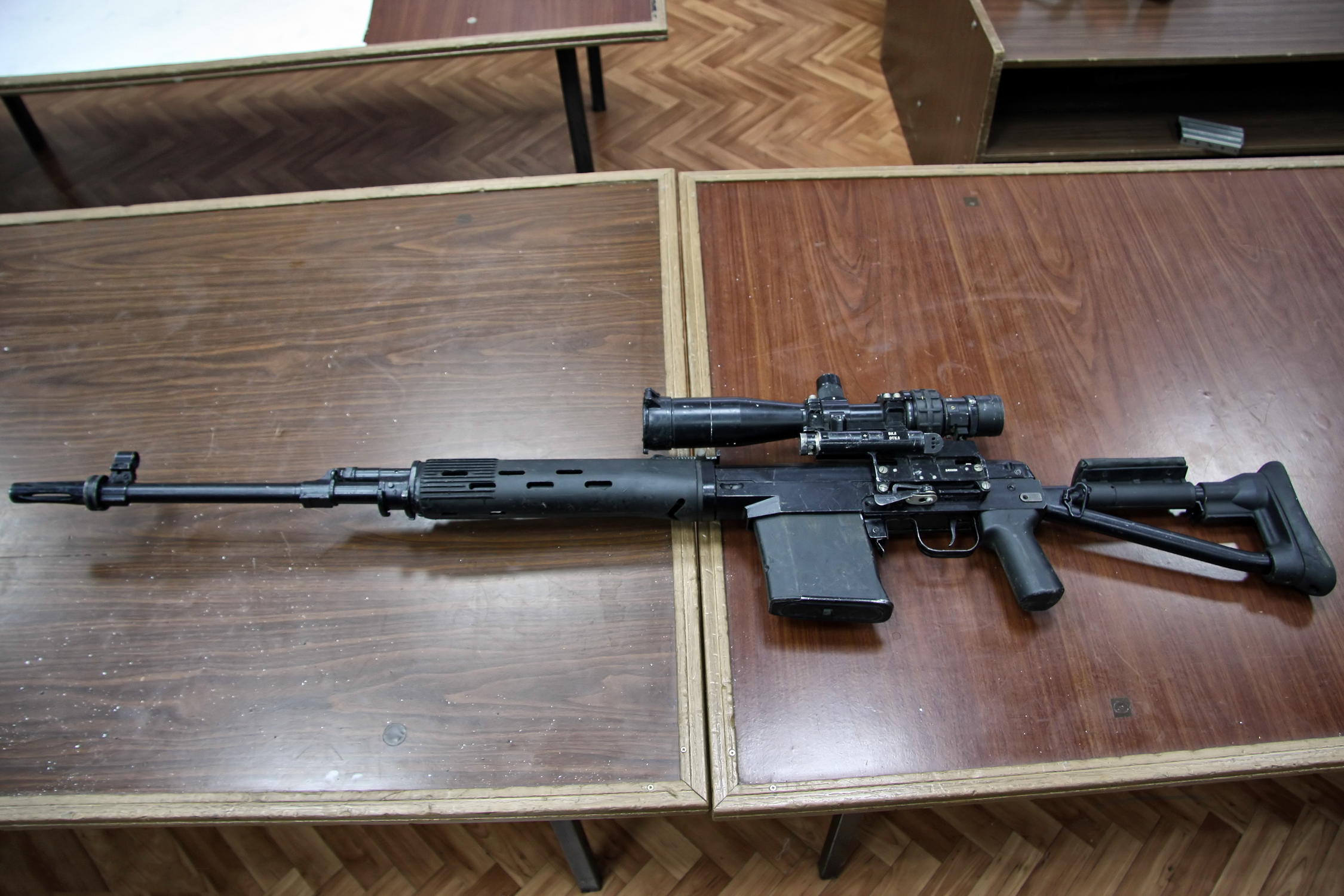
裝上PSO-1瞄準鏡的SVDK（左視圖）
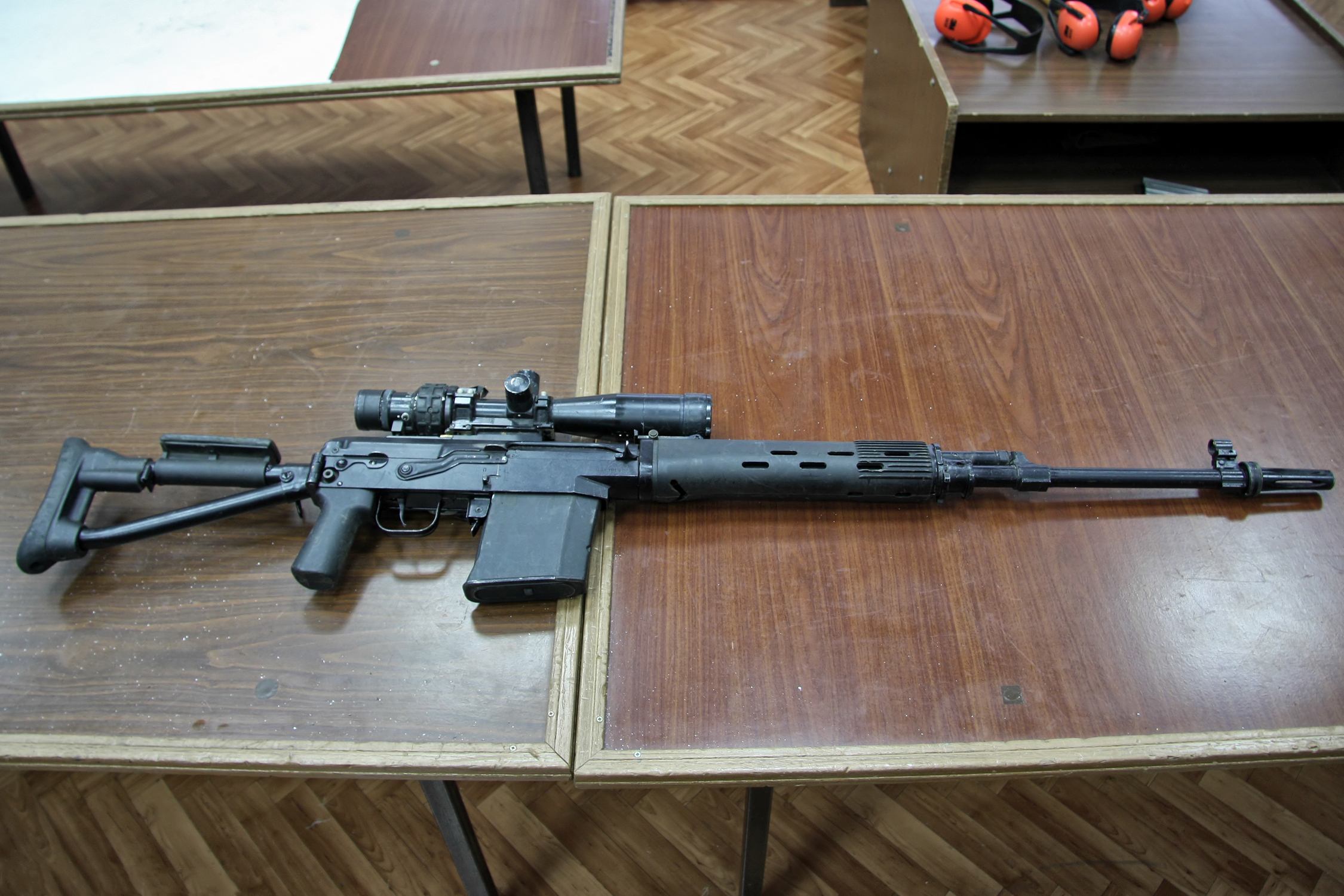
裝上PSO-1瞄準鏡的SVDK（右視圖）
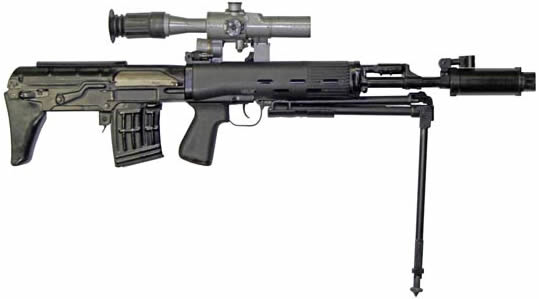
裝上PSO-1瞄准镜的SVU-AM
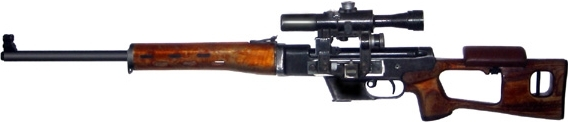
裝上PSO-1瞄准镜的TSV（SVD的.22衍生型）
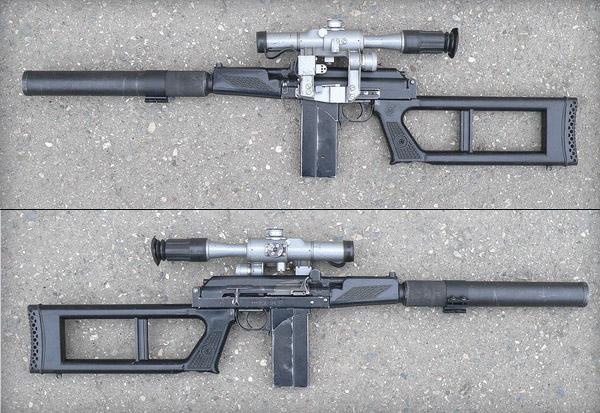
裝上PSO-1瞄準鏡和消聲器的VSK-94（左右視圖）
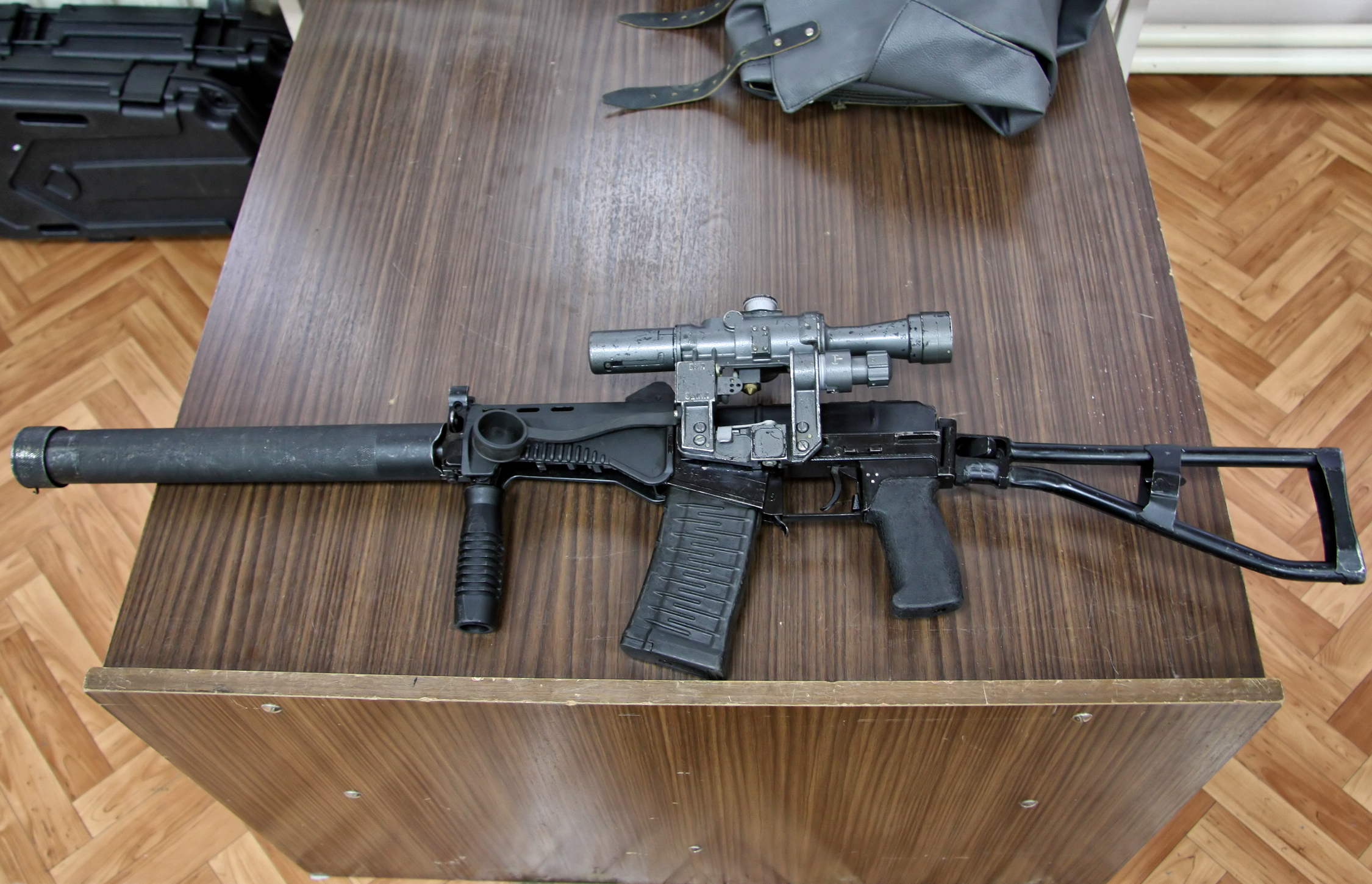
裝上PSO-1瞄準鏡和消聲器的SR-3M（左視圖）
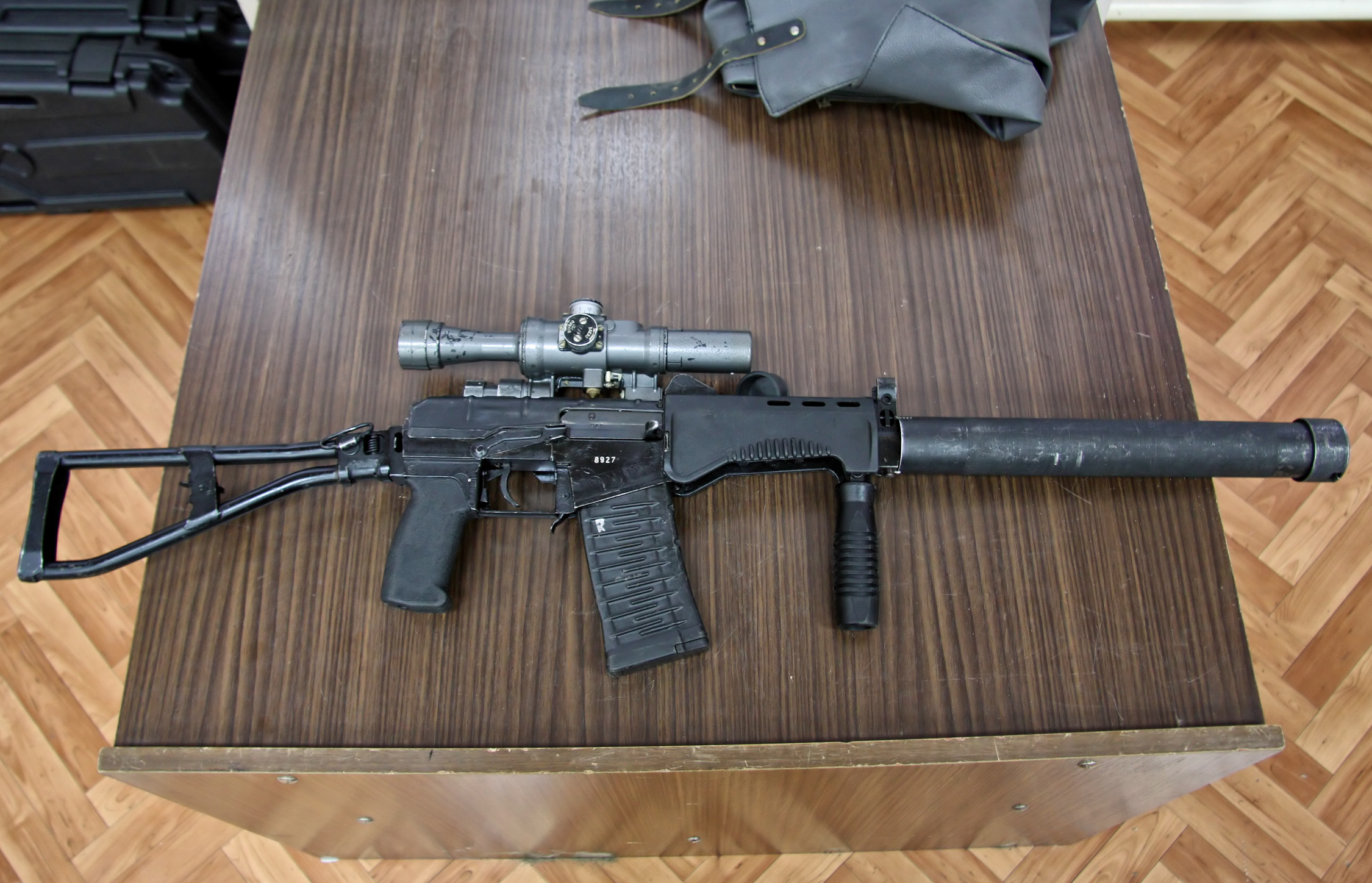
裝上PSO-1瞄準鏡和消聲器的SR-3M（右視圖）
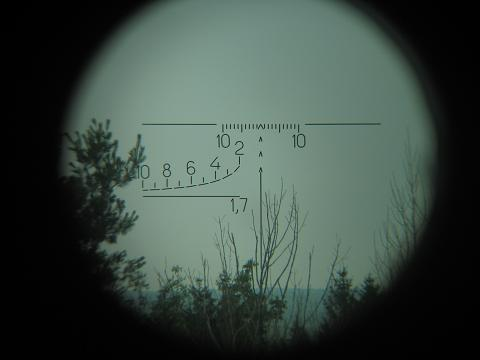
PSO的優化模式測距標線（英语：Reticle）的左下角可以用來確定距離從170厘米高的目標

## 資料來源

## 外部連結
- （英文）—PSO-1 at NPZ Optics State Plant website
- （英文）—Dragunov.net—PSO-1 telescopic sight
- （英文）—PSO-1 Sniper Rifle Scope with SVD side-rail mount（页面存档备份，存于）
- （英文）—POSP 4x24 PSO-1 Rifle Scopes Instruction Manual（页面存档备份，存于）
- （英文）—PSO-1 telescopic sight | Guns collecting of military or historical interest
- （简体中文）—D Boy Gun World（槍炮世界）—卡拉什尼科夫专辑—瞄准镜架辅助导轨（页面存档备份，存于）
- （繁體中文）—百步穿楊—蘇聯Dragunov SVD狙擊槍（页面存档备份，存于）